# Caryomys
Caryomys ist eine Gattung aus der Unterfamilie der Wühlmäuse (Arvicolinae) mit zwei Arten, die in Gebirgen in der zentralen Volksrepublik China vorkommen. Sie halten sich in feuchten Wäldern, wie Galeriewald oder Lorbeerwald auf.
Folgende Arten sind anerkannt:
- Gansu-Rötelmaus oder Evas Rotrücken-Wühlmaus (Caryomys eva), lebt in hohen Lagen zwischen 2600 und 4000 Meter Meereshöhe. Die Art frisst Samen, Gras, junge Blätter und andere Sprosse.
- Kolan-Rötelmaus oder Inez-Rotrücken-Wühlmaus (Caryomys inez), hält sich in tieferen Bereichen zwischen 500 und 2000 Meter Meereshöhe auf.

Caryomys wurde ursprünglich von Oldfield Thomas als Untergattung der Feldmäuse (Microtus) beschrieben. Später erfolgte eine Einordnung der Arten in die Père-David-Wühlmäuse (Gattung Eothenomys). Im Jahr 1996 stellte sich bei einer genetischen Untersuchung heraus, dass Caryomys einen anderen Karyotyp als Eothenomys und Rötelmäuse (Myodes) aufweist. Deshalb listen neuere taxonomische Abhandlungen und die Weltnaturschutzunion (IUCN) Caryomys als eigenständige Gattung.
Die Caryomys-Arten gleichen im allgemeinen Körperbau und in der Form des Fells den Père-Davids-Wühlmäusen. Beide Gattungen besitzen wurzellose Mahlzähne, die ständig wachsen (Hypsodontie). Die Kronen der Mahlzähne der Caryomys-Arten entsprechen dagegen den Mahlzahn-Kronen der Rötelmäuse (Myodes).